# Židovský hřbitov v Luži
Židovský hřbitov se nalézá asi jeden kilometr východně od města Luže v okrese Chrudim v Pardubickém kraji.

## Historie a popis
Hřbitov, kde se pohřby konaly až do druhé světové války, byl pravděpodobně založen v první polovině 17. století. Nejstarší náhrobky z celkově dochovaných 600 pocházejí z tohoto období. Kromě východočeských asymetrických stél, takzvaných „beraních rohů“, jsou zvláště cenné barokní a secesní náhrobky. Nápisy na náhrobcích jsou psány v hebrejštině a kombinacích hebrejštiny a češtiny, hebrejštiny a němčiny a také češtiny a němčiny.
Z márnice se dochovaly pouze zbytky obvodových zdí. Po roce 1992 začala rekonstrukce areálu, která pokračovala do roku 1995. Od té doby je areál průběžně udržován a je přístupný veřejnosti.
Nedaleko náměstí stála synagoga, která byla k bohoslužbám využívána do roku 1940.